# Verkhnodniprovsk (huyện)
Huyện Verkhnodniprovsk (tiếng Ukraina: Верхньодніпровський район, chuyển tự: Verkhnodniprovsks'kyi raion) là một huyện của tỉnh Dnipropetrovsk thuộc Ukraina. Huyện Verkhnodniprovsk có diện tích 1286 km², dân số theo điều tra dân số ngày 5 tháng 12 năm 2001 là 57078 người với mật độ 44 người/km2. Trung tâm huyện nằm ở Verkhnodniprovsk.